# Kama-manas
En el marco de la teosofía, la kama-manas (‘mente de deseo’ en idioma sánscrito) es una palabra utiilizada por la escritora rusa Madame Blavatsky (1831-1891) o por algún escritor anterior que ella omitió citar.
El término es una conjunción de dos palabras sánscritas:
- kāma (deseo sexual, lujuria, deseo en general) y
- manas (mente).

Blavatsky llamaba así al cuarto principio de la constitución septenaria del hombre (otro concepto utilizado y divulgado por ella a partir de la doctrina hinduista y la religión egipcia).
Se refiere pues a la mente, al conjunto organizado de ideas formales que están siempre más o menos bañadas de deseo: deseo de sobresalir, de poseer riquezas, de buscar goces, etc.
Ella llamaba al cuerpo astral (que sería el tercer principio de la constitución septenaria) kama-rūpa, que resulta de la unión de los dos principios humanos, kámico (de deseo) y rūpa (forma, figura, cuerpo). 
Blavatsky también utilizaba el término invertido, manas-kama, que en sánscrito es lisa y llanamente incorrecto. [cita requerida]
Según Blavatsky, el cuerpo kama manas separaría a la parte mortal inferior de la entidad inmortal superior.
Es la inteligencia teñida de la naturaleza del deseo, afectando y siendo afectada por el alma animal. Como inteligencia inferior ligada al alma animal, kāma se debería traducir como deseo malo, lascivia, lujuria, concupiscencia, apego a la existencia, amor.
Como manas inferior, mente o inteligencia terrestre, aplicada a la satisfacción de los deseos y de los instintos. Exhibe aspectos pasionales y egoístas, y refinamiento de los placeres de los sentidos. El kama-manas es el que hace que la personalidad inferior se considere como Yo, distinta y separada de los demás yoes por lo que Blavatsky llamaba “herejía de separatividad”, en que no se percibe la unidad de todo.
En relación con la doctrina del samsara (reencarnación), el kama-manas es la causa de que el alma se encadene a causas y efectos que la llevarán a los renacimientos.
Blavatsky sostenía que en el Rig-veda (el texto más antiguo de la India, de mediados del II milenio a. C.) kama era el primer deseo universal consciente de bien y amor en general; el primer sentimiento de infinita y tierna compasión y piedad que nació en la conciencia de la creadora fuerza única, el divino deseo de crear felicidad y amor. Blavatsky sostenía que cuando los elevados conceptos metafísicos fueron antropomorfizados, el kama original obtuvo el matiz de amor sexual. [cita requerida]
Esa afirmación no es correcta, porque, en general, el uso que se le da a la palabra kama en el Rig-veda es parecida al que se le dio mil años después, en el Mahábharata (del siglo III a. C.): deseo, capricho, nostalgia, amor, afecto, objeto de deseo, objeto de amor, objeto de placer.
Por ejemplo, en Panini (del siglo IV a. C.) 3, 3, 153 dice: kāmo me bhuñjīta bhavān, ‘mi deseo es que debes comer’),
Según Blavatsky, en el Átharva-veda apareció una nueva acepción de kama como el Creador y la Divinidad suprema.
En realidad, según Monier Williams, tanto en el Átharva-veda (capítulos 9, 12 y 19) como en el antiquísimo Rig-veda (10, 129, 4) aparece el concepto de que Kama es el deseo sexual (que ellos igualaban al amor) personificado.
El concepto que aparece por primera vez en el Átharva-veda (3, 25, 1) es que Kama es un dios del amor invisible y alado, una imagen muy parecida a Cupido, que disparaba flechas de flores invisibles que excitaban a los amantes.

## Constitución septenaria en el ser humano (según la teosofía)

### Tríada superior
1. Atma
2. Budhi
3. Manas

### Cuaternario inferior
1. Kama-manas
2. Linga-sarira (cuerpo astral)
3. Praná
4. Cuerpo eterofísico